# Matteo Morandi
Matteo Morandi (ur. 8 października 1981) – włoski gimnastyk. Brązowy medalista olimpijski z Londynu.
Specjalizuje się w ćwiczeniach na kółkach i w 2012 zajął trzecie miejsce w tej konkurencji. Zawody te były jego trzecimi igrzyskami olimpijskimi, startował w 2004 i 2008. Czterokrotnie był trzecim zawodnikiem mistrzostw świata w ćwiczeniach na kółkach (2002, 2003, 2005 i 2010). Ma w dorobku również medale mistrzostw Europy (na kółkach: złoto w 2010, srebro w 2012, brąz w 2004), uniwersjady i igrzysk śródziemnomorskich.